# Konstantyn Ungureanu Box
Konstantyn Ungureanu Box (n. 8 februarie 1956, Burdujeni, Suceava) este un pictor român nonconformist, care expune tablouri controversate cu caracter pornografic și antireligios.

## Biografie
Konstantyn Ungureanu Box s-a născut la data de 8 februarie 1956 în cartierul Burdujeni din municipiul Suceava. A absolvit cursurile Academiei de Arte "George Enescu" din Iași (1996). A lucrat ca profesor de desen la un liceu din Suceava si la o scoala cu numele care ii poarta numele.
Tablourile sale prezintă falusuri imense și sfinți cu organe genitale supradimensionate. De asemenea, aparițiile sale la vernisaje sunt nonconformiste. La una dintre expoziții și-a făcut apariția dintr-un sicriu, având în mână revista Playboy.
Expozițiile sale au iscat valuri de proteste, datorită ideilor sale originale. În anul 1998, una din expozițiile personale a fost închisă la doar 30 de minute după vernisaj, la intervenția autorităților bisericești către autoritățile locale.
„Urmăresc de ceva vreme un călugăr din Piața Mică, atunci când merg după lumânările mele (n.n. țigări). Are o pancartă legată de gât și cere sprijin pentru biserică. Și cum întotdeauna trec pe lângă el o mulțime de femei, de fete cu picioare dezgolite și sâni opulenți, stau și cuget: oare ce gândește? Pentru că eu când privesc o femeie, nu mă gândesc cât este de cultă, de deșteaptă, ci mă uit la picioarele și poponețul ei. Astea sunt "insomniile liturgice". [...] Eu am o ideologie: nu poți deveni ascet dacă nu trăiești în păcat mai întâi, dacă nu ai fost un potlogar care știe să se culce cu o femeie. A te culca cu o femeie este un cult, o religie. Și atunci, unde e pornografia?”—Konstantyn Ungureanu Box
În anul 2004, Fundația Culturală a Bucovinei i-a acordat pictorului Konstantyn Ungureanu Box Premiul pentru artă plastică.